# Kanton Tessy-sur-Vire
Tessy-sur-Vire is een voormalig kanton van het Franse departement Manche en het arrondissement Saint-Lô. Op 22 maart 2015 werd het kanton samengevoegd met het aangrenzende kanton Torigni-sur-Vire tot het huidige kanton Condé-sur-Vire.

## Gemeenten
Het kanton Tessy-sur-Vire omvatte de volgende gemeenten:
- Beaucoudray
- Beuvrigny
- Chevry
- Domjean
- Fervaches
- Fourneaux
- Gouvets
- Le Mesnil-Opac
- Le Mesnil-Raoult
- Moyon
- Saint-Louet-sur-Vire
- Saint-Vigor-des-Monts
- Tessy-sur-Vire (hoofdplaats)
- Troisgots